# 고사포형
고사포형(高射砲刑)은 북한의 사형 종류 중 하나로, 고사포로 발포해 사람을 터트리는 사형 방식이다.
북한의 대부분의 사형은 총살형으로 사용되지만, 백두혈통에게 불경한 불경죄의 경우 고사포형으로 공개처형 방식이 사용되고 있다. 2014년 김여정의 시녀가 김여정을 뒷담하다 시녀의 가족, 친척, 사돈, 팔촌 70명이 한꺼번에 고사포형으로 처형되었고, 2015년 김정은에게 견제가 된 현영철은 고사포형으로 처형되었다. 고사포형이 사용되기 전에는 탱크압사형으로 처형했는데 탱크압사형은 탱크로 사람을 밀고 가 납작한 포가 된다 하여 쥐포형이라는 별명으로 불리기도 하였다.